# Голдберг, Станислав
Станислав Голдберг (эст. Stanislav Goldberg; 30 октября 1992, Таллин) — эстонский футболист, полузащитник.

## Биография
Воспитанник Таллинской футбольной школы («Таллинна Ялгпалликоол», ТЯК) и клуба «Левадия». С 2008 года играл на взрослом уровне за клубы, входившие в систему таллинской «Флоры» — за второй состав команды, а также за клубы «Валга Уорриор» и «Элва» в низших лигах чемпионата Эстонии.
В 2011 году перешёл в ФК «Вильянди», в его составе дебютировал в высшем дивизионе Эстонии 5 марта 2011 года в матче против «Транса». Первый гол забил 23 апреля в ворота «Пайде ЛМ». На следующий год выступал в высшей лиге за «Пайде».
В 2013 году впервые перешёл в зарубежный клуб — финский «СИК» (Сейнайоки) из второго дивизиона, однако сыграл за него только один матч — 4 мая 2013 года против ПК-35. Также провёл 20 матчей за фарм-клуб команды из Сейнайоки. В январе 2014 года провёл один матч в Кубке Лиги за другой финский клуб «МюПа-47».
В 2015 году выступал в одной из низших лиг Австралии за «Бокс Хилл Юнайтед». В сезоне 2016/17 играл за клуб высшего дивизиона Израиля «Ашдод», но провёл только 3 матча, во всех выходил на замены. Дебютный матч сыграл 29 октября 2016 года против «Хапоэля» (Раанана), заменив на 86-й минуте Дана Битона. В промежутках выступал за эстонские клубы высшего и первого дивизионов.
В сезоне 2018/19 снова играл в Израиле, в одном из низших дивизионов за «Хапоэль Адумим» (Ашдод). Затем выступал за клубы первой лиги Эстонии «Легион» (Таллин) и «Ярве» (Кохтла-Ярве). С «Легионом» стал победителем первой лиги 2019 года.
Всего в высшем дивизионе Эстонии сыграл 95 матчей и забил 14 голов.
Выступал за сборные Эстонии младших возрастов.